# Discherodontus halei
Discherodontus halei är en fiskart som först beskrevs av Georg Duncker, 1904.  Discherodontus halei ingår i släktet Discherodontus och familjen karpfiskar. IUCN kategoriserar arten globalt som otillräckligt studerad. Inga underarter finns listade i Catalogue of Life.